# Herren der Meere
Herren der Meere ist ein österreichischer Stummfilm aus dem Jahr 1922 von Alexander Korda.

## Handlung
Der Nachfahre eines spanischen Seeräubers weiß dank der familiären Überlieferungen von einem Schatz, den sein Vorfahre auf einer einsamen Insel vergraben haben soll. Kurzerhand kapert der moderne Pirat die Jacht des Millionärs Thomas Bradley und nimmt Robby, dessen Sohn, als seine persönliche Geisel mit. Auf dem Eiland errichtet der Freibeuter mit den technischen Errungenschaften der Moderne sein ganz persönliches Piratennest und lockt wenig später auch noch Sylla Bradley, die Tochter des Jachtbesitzers, hierher.
Captain Scott, der Kapitän der gekaperten Jacht, ist jedoch dem Schurken auf der Spur. Er spürt den modernen Piraten auf und rettet sowohl Sylla als auch Robby aus dessen Fängen. Der hispanische Schurke muss erkennen, dass er verloren hat und sprengt sich und sein Versteck mitsamt seiner Bande kurzerhand in die Luft. Ganz en passant kommt auch noch heraus, dass Captain Bradley der Nachfahre eben jenes Mannes ist, der einst dem spanischen Piraten von früher den Garaus gemacht hatte. Bradley und Sylla werden ein Paar und heiraten.

## Produktionsnotizen
Herren der Meere wurde 1921 an der Adria gedreht am 3. Februar 1922 in Wien uraufgeführt. Der sechsaktige Film besaß eine Länge von etwa 2300 Metern und wurde mit Schulverbot belegt.
Die Filmbauten stammen von Artur Berger und Julius von Borsody. Karl Hartl war einer von zwei Regieassistenten. Die Kostüme stammen von Lambert Hofer.
Herren der Meere und Eine versunkene Welt drehte Korda unmittelbar hintereinander an denselben Drehorten.

## Kritik
In Paimann’s Filmlisten ist zu lesen: „Das Sujet ist nicht allzu stark trotz seines abenteuerlichen Vorwurfes, der Regie sind einige Sprünge unterlaufen. Volles Lob gebührt ihr jedoch hinsichtlich der technischen Seite des Bildes, auf die das Ganze eingestellt ist. Das Modell einer unterseeischen Mienenstation, prachtvoll gelungene Schiffsbruchsszenen und Beschießungen, sowohl moderner Fahrzeuge, wie auch der alten Piratenschiffe in der Erzählung, sind als großzügige Aufmachungseffekte zu erwähnen. In darstellerischer Hinsicht waren geringe Anforderungen gestellt, so daß niemand Gelegenheit hatte, Besonderes zu leisten. Die Photographie zeichnet sich durchwegs durch seltene Klarheit und Schärfe aus.“